# جبل بيوكوفو
جبل بيوكوفو (بالكرواتية: Biokovo)، ثاني أعلى جبل في كرواتيا.